# Liste von Terroranschlägen in Nicaragua
Die Liste von Terroranschlägen in Nicaragua beinhaltet eine Übersicht über in Nicaragua geschehene Terroranschläge.

## Erläuterung
In der Spalte Politische Ausrichtung ist die politische bzw. weltanschauliche Einordnung der Täter angegeben: faschistisch, rassistisch, nationalistisch, nationalsozialistisch, sozialistisch, kommunistisch, antiimperialistisch, islamistisch (schiitisch, sunnitisch, deobandisch, salafistisch, wahhabitisch), hinduistisch. Bei vorrangig auf staatliche Unabhängigkeit oder Autonomie zielender Ausrichtung ist autonomistisch vorangestellt, gefolgt von der Region oder der Volksgruppe und ggf. weiteren Merkmalen der Täter: armenisch, irisch (katholisch), kurdisch, tirolisch, tschetschenisch, dagestanisch, punjabisch (sikhistisch), palästinensisch.
Die Opferzahlen der Anschläge werden farbig dargestellt:

Die Zahl bei den Anschlägen getöteter/verletzter Täter ist in Klammern ( ) gesetzt.

## 1978
| Datum/Beginn      | Ort     | Artikel/Quelle(n) | Täter | Politische Ausrichtung                                                           | Mittel                                                             | Ziel           | Tote    | Verletzte | Hintergrund                |
| ----------------- | ------- | ----------------- | ----- | -------------------------------------------------------------------------------- | ------------------------------------------------------------------ | -------------- | ------- | --------- | -------------------------- |
| 02. Februar 1978  | Granada | [ 1 ]             | FSLN  | nationalistisch, demokratisch-sozialistisch, christlich-links, linkspopulistisch | Automatische Schusswaffe(n), Gewehr(e), Granatwerfer, Panzerfäuste | Dörfer         | 14      | 24        | Nicaraguanische Revolution |
| 19. August 1978   | Managua |                   | FSLN  | nationalistisch, demokratisch-sozialistisch, christlich-links, linkspopulistisch | Schusswaffe(n)                                                     |                | 2       | 2         | Nicaraguanische Revolution |
| 30. November 1978 | León    | [ 2 ]             | FSLN  | nationalistisch, demokratisch-sozialistisch, christlich-links, linkspopulistisch | Schusswaffen                                                       | Militäreinheit | 30 (+4) | 20        | Nicaraguanische Revolution |

## 1979
| Datum/Beginn  | Ort           | Artikel/Quelle(n) | Täter | Politische Ausrichtung                                                           | Mittel | Ziel              | Tote | Verletzte | Hintergrund                |
| ------------- | ------------- | ----------------- | ----- | -------------------------------------------------------------------------------- | ------ | ----------------- | ---- | --------- | -------------------------- |
| 21. März 1979 | Nueva Segovia | [ 3 ]             | FSLN  | nationalistisch, demokratisch-sozialistisch, christlich-links, linkspopulistisch |        | Militärpatrouille | 22   | 0         | Nicaraguanische Revolution |

## 1982
| Datum/Beginn     | Ort                                    | Artikel/Quelle(n) | Täter   | Politische Ausrichtung | Mittel                      | Ziel           | Tote | Verletzte | Hintergrund  |
| ---------------- | -------------------------------------- | ----------------- | ------- | ---------------------- | --------------------------- | -------------- | ---- | --------- | ------------ |
| 05. Februar 1982 | Chinandega                             | [ 4 ]             | FARN    |                        | Automatische Schusswaffe(n) | Militärposten  | 67   | 3         | Contra-Krieg |
| 07. Mai 1982     | Región Autónoma de la Costa Caribe Sur | [ 5 ]             | Contras |                        | Automatische Schusswaffe(n) | Militäreinheit | 20   | 0         | Contra-Krieg |

## 1983
| Datum/Beginn       | Ort                                      | Artikel/Quelle(n) | Täter   | Politische Ausrichtung | Mittel                                   | Ziel                               | Tote | Verletzte | Hintergrund  |
| ------------------ | ---------------------------------------- | ----------------- | ------- | ---------------------- | ---------------------------------------- | ---------------------------------- | ---- | --------- | ------------ |
| 25. Januar 1983    | Región Autónoma de la Costa Caribe Sur   | [ 6 ]             | Contras |                        | Automatische Schusswaffe(n)              | Militäreinheit                     | 25   | 0         | Contra-Krieg |
| 27. Januar 1983    | Región Autónoma de la Costa Caribe Sur   | [ 7 ]             | Contras |                        | Automatische Schusswaffe(n)              | Militäreinheit                     | 75   | 0         | Contra-Krieg |
| 17. Februar 1983   | Región Autónoma de la Costa Caribe Norte | [ 8 ]             | Contras |                        | Automatische Schusswaffe(n)              | Militäreinheit                     | 30   | 0         | Contra-Krieg |
| 17. Februar 1983   | Madriz                                   | [ 9 ]             | Contras |                        | Automatische Schusswaffe(n)              | Militäreinheit                     | 25   | 0         | Contra-Krieg |
| 20. Februar 1983   | Madriz                                   | [ 10 ]            | Contras |                        | Automatische Schusswaffe(n)              | Militäreinheit                     | 25   | 0         | Contra-Krieg |
| 22. März 1983      | Región Autónoma de la Costa Caribe Sur   | [ 11 ]            | FDN     |                        | Automatische Schusswaffe(n)              | Militäreinheit                     | 46   | 0         | Contra-Krieg |
| 22. März 1983      | Río San Juan                             | [ 12 ]            | FDN     |                        | Automatische Schusswaffe(n)              | Militäreinheit                     | 23   | 0         | Contra-Krieg |
| 02. April 1983     | Región Autónoma de la Costa Caribe Sur   | [ 13 ]            | FDN     |                        | Automatische Schusswaffe(n)              | Militäreinheit                     | 23   | 0         | Contra-Krieg |
| 03. April 1983     | Chontales                                | [ 14 ]            | FDN     |                        | Automatische Schusswaffe(n)              | Militärposten                      | 41   | 0         | Contra-Krieg |
| 08. April 1983     | Matagalpa                                | [ 15 ]            | FDN     |                        | Automatische Schusswaffe(n)              | Militäreinheit                     | 75   | 0         | Contra-Krieg |
| 17. April 1983     | Madriz                                   | [ 16 ]            | FDN     |                        | Automatische Schusswaffe(n)              | Militäreinheit                     | 56   | 0         | Contra-Krieg |
| 18. April 1983     | Ocotal                                   | [ 17 ]            | FDN     |                        | Automatische Schusswaffe(n)              | Stadt                              | 120  | 0         | Contra-Krieg |
| 02. Mai 1983       | Estelí                                   | [ 18 ]            | FDN     |                        | Automatische Schusswaffe(n)              | Militärfahrzeug                    | 25   | 0         | Contra-Krieg |
| 05. Mai 1983       | Nueva Segovia                            | [ 19 ]            | FDN     |                        | Automatische Schusswaffe(n)              | Militärposten                      | 20   | 0         | Contra-Krieg |
| 06. Mai 1983       | Chinandega                               | [ 20 ]            | ARDE    |                        | Automatische Schusswaffe(n)              | Militäreinheit                     | 22   | 0         | Contra-Krieg |
| 07. Mai 1983       | Chinandega                               | [ 21 ]            | FDN     |                        | Rakete                                   | Militärkonvoi                      | 100  | 0         | Contra-Krieg |
| 12. Mai 1983       | Río San Juan                             | [ 22 ]            | ARDE    |                        | Automatische Schusswaffe(n)              | Militäreinheit                     | 25   |           | Contra-Krieg |
| 17. Juni 1983      | Nueva Segovia                            | [ 23 ]            | FDN     |                        | Automatische Schusswaffe(n)              | Militäreinheit                     | 27   |           | Contra-Krieg |
| 24. Juni 1983      | Nueva Segovia                            | [ 24 ]            | FDN     |                        | Automatische Schusswaffe(n)              | Militäreinheit                     | 52   |           | Contra-Krieg |
| 17. Juli 1983      | Jinotega                                 | [ 25 ]            | FDN     |                        | Automatische Schusswaffe(n)              | Militäreinheit                     | 31   |           | Contra-Krieg |
| 25. Juli 1983      | Zelaya                                   | [ 26 ]            | ARDE    |                        | Automatische Schusswaffe(n)              | Militäreinheit                     | 48   | 12        | Contra-Krieg |
| 03. August 1983    | Río San Juan                             | [ 27 ]            | ARDE    |                        | Automatische Schusswaffe(n)              | Militäreinheit                     | 28   | 11        | Contra-Krieg |
| 15. August 1983    | Jinotega                                 | [ 28 ]            | FDN     |                        | Automatische Schusswaffe(n)              | Militäreinheit                     | 26   | 1         | Contra-Krieg |
| 22. August 1983    | Matagalpa                                | [ 29 ]            | FDN     |                        | Automatische Schusswaffe(n)              | Militäreinheit                     | 30   |           | Contra-Krieg |
| 22. August 1983    | Jinotega                                 | [ 30 ]            | FDN     |                        | Automatische Schusswaffe(n)              | Militäreinheit                     | 50   |           | Contra-Krieg |
| 25. August 1983    | Nueva Segovia                            | [ 31 ]            | FDN     |                        | Automatische Schusswaffe(n)              |                                    | 23   |           | Contra-Krieg |
| 04. September 1983 | Río San Juan                             | [ 32 ]            | ARDE    |                        | Automatische Schusswaffe(n)              | Militäreinheit                     | 30   |           | Contra-Krieg |
| 13. September 1983 | Región Autónoma de la Costa Caribe Sur   | [ 33 ]            | FDN     |                        | Automatische Schusswaffe(n)              | Militärkonvoi                      | 27   |           | Contra-Krieg |
| 13. September 1983 | Jinotega                                 | [ 34 ]            | FDN     |                        | Automatische Schusswaffe(n)              | Militäreinheit                     | 30   |           | Contra-Krieg |
| 16. September 1983 | Jinotega                                 | [ 35 ]            | FDN     |                        | Automatische Schusswaffe(n)              | Militärposten                      | 15   | 20        | Contra-Krieg |
| 12. Oktober 1983   | Río San Juan                             | [ 36 ]            | ARDE    |                        | Automatische Schusswaffe(n)              | Militär-Lkw                        | 44   | 11        | Contra-Krieg |
| 19. Oktober 1983   | Jinotega                                 | [ 37 ]            | FDN     |                        | Automatische Schusswaffe(n)              | Dorf                               | 40   | 0         | Contra-Krieg |
| 28. Oktober 1983   | Estelí                                   | [ 38 ]            | FDN     |                        | Automatische Schusswaffe(n)              | Militäreinheit                     | 45   | 30        | Contra-Krieg |
| 10. November 1983  | Nueva Segovia                            | [ 39 ]            | FDN     |                        | Automatische Schusswaffe(n)              | Militäreinheit                     | 25   |           | Contra-Krieg |
| 11. November 1983  | Región Autónoma de la Costa Caribe Sur   | [ 40 ]            | ARDE    |                        | Automatische Schusswaffe(n)              | Militär-Lkw                        | 25   |           | Contra-Krieg |
| 17. November 1983  | Chinandega                               | [ 41 ]            | FDN     |                        | Automatische Schusswaffe(n), Sprengstoff | Militärgelände, Fahrzeuge          | 108  | 68        | Contra-Krieg |
| 18. November 1983  | Rivas                                    | [ 42 ]            | ARDE    |                        | Automatische Schusswaffe(n), Raketen     | Dorf                               | 8    | 20        | Contra-Krieg |
| 09. Dezember 1983  | Río San Juan                             | [ 43 ]            | ARDE    |                        | Automatische Schusswaffe(n)              | Militäreinheit                     | 35   |           | Contra-Krieg |
| 20. Dezember 1983  | Nueva Segovia                            | [ 44 ]            | FDN     |                        | Automatische Schusswaffe(n)              | Landwirtschaftliche Genossenschaft | 47   |           | Contra-Krieg |
| 23. Dezember 1983  | Región Autónoma de la Costa Caribe Sur   | [ 45 ]            | ARDE    |                        | Automatische Schusswaffe(n)              | Militäreinheit                     | 54   |           | Contra-Krieg |

## 1984
| Datum/Beginn       | Ort                                      | Artikel/Quelle(n) | Täter                          | Politische Ausrichtung | Mittel                                   | Ziel                      | Tote | Verletzte | Hintergrund  |
| ------------------ | ---------------------------------------- | ----------------- | ------------------------------ | ---------------------- | ---------------------------------------- | ------------------------- | ---- | --------- | ------------ |
| 01. Januar 1984    | Río San Juan                             | [ 46 ]            | ARDE                           |                        | Automatische Schusswaffe(n)              | Militäreinheit            | 132  | 0         | Contra-Krieg |
| 08. Januar 1984    | San Juan de Cinco Pinos                  | [ 47 ]            | FDN                            |                        | Automatische Schusswaffe(n), Sprengstoff | Militäreinheit, Fahrzeuge | 65   | 0         | Contra-Krieg |
| 08. Januar 1984    | Zelaya                                   | [ 48 ]            | FDN                            |                        | Automatische Schusswaffe(n)              | Militäreinheit            | 30   | 0         | Contra-Krieg |
| 09. Januar 1984    | Región Autónoma de la Costa Caribe Sur   | [ 49 ]            | FDN                            |                        | Automatische Schusswaffe(n)              | Militäreinheit            | 42   | 0         | Contra-Krieg |
| 09. Januar 1984    | Región Autónoma de la Costa Caribe Sur   | [ 50 ]            | ARDE                           |                        | Automatische Schusswaffe(n)              | Militär                   | 29   | 0         | Contra-Krieg |
| 01. Februar 1984   | Región Autónoma de la Costa Caribe Sur   | [ 51 ]            | ARDE                           |                        | Automatische Schusswaffe(n)              | Militäreinheit            | 22   | 0         | Contra-Krieg |
| 05. Februar 1984   | Región Autónoma de la Costa Caribe Sur   | [ 52 ]            | ARDE                           |                        | Automatische Schusswaffe(n)              | Militäreinheit            | 43   | 0         | Contra-Krieg |
| 18. Februar 1984   | Región Autónoma de la Costa Caribe Sur   | [ 53 ]            | ARDE                           |                        | Automatische Schusswaffe(n)              | Militäreinheit            | 36   | 0         | Contra-Krieg |
| 18. Februar 1984   | Región Autónoma de la Costa Caribe Sur   | [ 54 ]            | ARDE                           |                        | Automatische Schusswaffe(n)              | Militäreinheit            | 45   | 0         | Contra-Krieg |
| 03. März 1984      | Zelaya                                   | [ 55 ]            | Misurasata Indian Organization |                        | Automatische Schusswaffe(n)              | Dorf                      | 33   | 0         | Contra-Krieg |
| 14. März 1984      | Nueva Segovia                            | [ 56 ]            | FDN                            |                        | Automatische Schusswaffe(n)              | Militäreinheit            | 21   | 5         | Contra-Krieg |
| 19. März 1984      | Rivas                                    | [ 57 ]            | FDN                            |                        | Automatische Schusswaffe(n)              | Militäreinheit            | 25   | 0         | Contra-Krieg |
| 20. März 1984      | Río San Juan                             | [ 58 ]            | ARDE                           |                        | Automatische Schusswaffe(n)              | Militäreinheit            | 21   | 0         | Contra-Krieg |
| 03. April 1984     | Río San Juan                             | [ 59 ]            | ARDE                           |                        | Automatische Schusswaffe(n)              | Militäreinheit            | 30   | 0         | Contra-Krieg |
| 19. Mai 1984       | Madriz                                   | [ 60 ]            | FDN                            |                        | Automatische Schusswaffe(n)              | Dorf                      | 88   | 0         | Contra-Krieg |
| 01. Juni 1984      | Ocotal                                   | [ 61 ]            | FDN                            |                        | Automatische Schusswaffe(n)              | Stadt                     | 38   | 0         | Contra-Krieg |
| 18. Juni 1984      | Región Autónoma de la Costa Caribe Sur   | [ 62 ]            | ARDE                           |                        | Automatische Schusswaffe(n)              | Militäreinheit            | 110  | 0         | Contra-Krieg |
| 02. Juli 1984      | Región Autónoma de la Costa Caribe Sur   | [ 63 ]            | FDN                            |                        | Automatische Schusswaffe(n)              | Dorf                      | 51   | 0         | Contra-Krieg |
| 07. Juli 1984      | Región Autónoma de la Costa Caribe Sur   | [ 64 ]            | FDN                            |                        | Automatische Schusswaffe(n)              | Dorf                      | 180  | 0         | Contra-Krieg |
| 22. Juli 1984      | Río San Juan                             | [ 65 ]            | FDN                            |                        | Automatische Schusswaffe(n)              | Militäreinheit            | 21   | 16        | Contra-Krieg |
| 25. Juli 1984      | Matagalpa                                | [ 66 ]            | FDN                            |                        | Automatische Schusswaffe(n)              | Militäreinheit            | 40   | 0         | Contra-Krieg |
| 20. August 1984    | Zelaya                                   | [ 67 ]            | FDN                            |                        | Automatische Schusswaffe(n)              | Militäreinheit            | 250  | 0         | Contra-Krieg |
| 28. August 1984    | Matagalpa                                | [ 68 ]            | FDN                            |                        | Automatische Schusswaffe(n)              | Militäreinheit            | 30   | 0         | Contra-Krieg |
| 01. September 1984 | Nueva Segovia                            | [ 69 ]            | FDN                            |                        | Automatische Schusswaffe(n)              | Militärschule             | 23   | 0         | Contra-Krieg |
| 01. September 1984 | Chinandega                               | [ 70 ]            | FDN                            |                        | Automatische Schusswaffe(n)              | Militäreinheit            | 50   | 0         | Contra-Krieg |
| 02. September 1984 | Región Autónoma de la Costa Caribe Norte | [ 71 ]            | Misurasata Indian Organization |                        | Automatische Schusswaffe(n)              | Militärfahrzeuge          | 48   | 0         | Contra-Krieg |
| 11. September 1984 | Zelaya                                   | [ 72 ]            | FDN                            |                        | Automatische Schusswaffe(n), Sprengstoff | Wasserkraftwerk           | 46   | 0         | Contra-Krieg |
| 11. September 1984 | Nueva Segovia                            | [ 73 ]            | Misurasata Indian Organization |                        | Automatische Schusswaffe(n)              | Militärstützpunkt         | 20   | 0         | Contra-Krieg |
| 16. September 1984 | Wiwilí                                   | [ 74 ]            | FDN                            |                        | Automatische Schusswaffe(n)              | Militäreinheit            | 93   | 0         | Contra-Krieg |
| 23. Oktober 1984   | Madriz                                   | [ 75 ]            | FDN                            |                        | Automatische Schusswaffe(n)              | Militäreinheit            | 35   | 0         | Contra-Krieg |
| 23. Oktober 1984   | Managua                                  | [ 76 ]            | FDN                            |                        | Automatische Schusswaffe(n)              | Militäreinheit            | 23   | 18        | Contra-Krieg |
| 26. Oktober 1984   | Rivas                                    | [ 77 ]            | FDN                            |                        | Automatische Schusswaffe(n)              | Militärausbildungsschule  | 80   | 0         | Contra-Krieg |
| 30. Oktober 1984   | Región Autónoma de la Costa Caribe Norte | [ 78 ]            | Misurasata Indian Organization |                        | Automatische Schusswaffe(n)              |                           | 21   | 0         | Contra-Krieg |
| 05. November 1984  | Región Autónoma de la Costa Caribe Norte | [ 79 ]            | ARDE                           |                        | Automatische Schusswaffe(n)              | Militäreinheit            | 111  | 19        | Contra-Krieg |
| 06. November 1984  | Nueva Segovia                            | [ 80 ]            | FDN                            |                        | Automatische Schusswaffe(n)              | Militäreinheit            | 32   | 0         | Contra-Krieg |
| 10. November 1984  | Matagalpa                                | [ 81 ]            | FDN                            |                        | Automatische Schusswaffe(n)              | Militäreinheit            | 30   | 0         | Contra-Krieg |
| 11. November 1984  | Rivas                                    | [ 82 ]            | ARDE                           |                        | Automatische Schusswaffe(n)              | Militärstützpunkt         | 63   | 0         | Contra-Krieg |
| 03. Dezember 1984  | Madriz                                   | [ 83 ]            | FDN                            |                        | Automatische Schusswaffe(n), Rakete(n)   | Lkw                       | 29   | 0         | Contra-Krieg |
| 03. Dezember 1984  | La Trinidad                              | [ 84 ]            | FDN                            |                        | Automatische Schusswaffe(n)              | Militäreinheit            | 35   | 0         | Contra-Krieg |
| 05. Dezember 1984  | San Juan de Nicaragua                    | [ 85 ]            | ARDE                           |                        | Automatische Schusswaffe(n)              | Militäreinheit            | 22   | 13        | Contra-Krieg |

## 1985
| Datum/Beginn       | Ort                                      | Artikel/Quelle(n) | Täter | Politische Ausrichtung | Mittel                      | Ziel             | Tote | Verletzte | Hintergrund  |
| ------------------ | ---------------------------------------- | ----------------- | ----- | ---------------------- | --------------------------- | ---------------- | ---- | --------- | ------------ |
| 10. Januar 1985    | Nueva Segovia                            | [ 86 ]            | FDN   |                        | Automatische Schusswaffe(n) | Militäreinheit   | 34   | 9         | Contra-Krieg |
| 11. Januar 1985    | Estelí                                   | [ 87 ]            | FDN   |                        | Automatische Schusswaffe(n) | Militäreinheit   | 59   | 12        | Contra-Krieg |
| 11. Januar 1985    | Wiwilí                                   | [ 88 ]            | FDN   |                        | Automatische Schusswaffe(n) | Militäreinheit   | 94   | 0         | Contra-Krieg |
| 15. Januar 1985    | Managua                                  | [ 89 ]            | FDN   |                        | Automatische Schusswaffe(n) | Militäreinheit   | 30   | 0         | Contra-Krieg |
| 07. März 1985      | Nueva Segovia                            | [ 90 ]            | FDN   |                        | Automatische Schusswaffe(n) | Militäreinheit   | 20   | 0         | Contra-Krieg |
| 10. März 1985      | Nueva Segovia                            | [ 91 ]            | FDN   |                        | Automatische Schusswaffe(n) | Militäreinheit   | 20   | 0         | Contra-Krieg |
| 30. März 1985      | Managua                                  | [ 92 ]            | ARDE  |                        | Automatische Schusswaffe(n) | Tankwagen        | 7    | 24        | Contra-Krieg |
| 01. Mai 1985       | Región Autónoma de la Costa Caribe Norte | [ 93 ]            | FDN   |                        | Automatische Schusswaffe(n) | Militäreinheit   | 50   | 0         | Contra-Krieg |
| 07. Mai 1985       | Nueva Segovia                            | [ 94 ]            | FDN   |                        | Automatische Schusswaffe(n) | Militäreinheit   | 43   | 0         | Contra-Krieg |
| 15. Mai 1985       | Jinotega                                 | [ 95 ]            | FDN   |                        | Automatische Schusswaffe(n) | Stadt            | 30   | 0         | Contra-Krieg |
| 18. Mai 1985       | Bluefields                               | [ 96 ]            | FDN   |                        | Automatische Schusswaffe(n) | Stadt            | 52   | 0         | Contra-Krieg |
| 05. Juli 1985      | Río San Juan                             | [ 97 ]            | ARDE  |                        | Automatische Schusswaffe(n) | Militäreinheit   | 38   | 0         | Contra-Krieg |
| 06. Juli 1985      | Región Autónoma de la Costa Caribe Sur   | [ 98 ]            | ARDE  |                        | Automatische Schusswaffe(n) | Militäreinheit   | 41   | 0         | Contra-Krieg |
| 23. Juli 1985      | Matagalpa                                | [ 99 ]            | FDN   |                        | Automatische Schusswaffe(n) | Militäreinheit   | 25   | 0         | Contra-Krieg |
| 01. August 1985    | La Trinidad                              | [ 100 ]           | FDN   |                        | Automatische Schusswaffe(n) | Militäreinheit   | 12   | 44        | Contra-Krieg |
| 16. September 1985 | Siuna                                    | [ 101 ]           | FDN   |                        | Automatische Schusswaffe(n) | Militäreinheit   | 30   | 0         | Contra-Krieg |
| 10. November 1985  | Región Autónoma de la Costa Caribe Sur   | [ 102 ]           | FDN   |                        | Automatische Schusswaffe(n) | Militäreinheit   | 33   | 0         | Contra-Krieg |
| 20. November 1985  | Chontales                                | [ 103 ]           | FDN   |                        | Automatische Schusswaffe(n) | Dorf             | 66   | 17        | Contra-Krieg |
| 25. November 1985  | Matagalpa                                | [ 104 ]           | FDN   |                        | Automatische Schusswaffe(n) | Militäreinheit   | 120  | 0         | Contra-Krieg |
| 06. Dezember 1985  | Wiwilí                                   | [ 105 ]           | FDN   |                        | Automatische Schusswaffe(n) | Militäreinheit   | 70   | 0         | Contra-Krieg |
| 26. Dezember 1985  |                                          | [ 106 ] [ 107 ]   | FDN   |                        | Automatische Schusswaffen   | Militäreinheiten | 70   | 0         | Contra-Krieg |

## 1986
| Datum/Beginn      | Ort       | Artikel/Quelle(n) | Täter | Politische Ausrichtung | Mittel                      | Ziel           | Tote | Verletzte | Hintergrund  |
| ----------------- | --------- | ----------------- | ----- | ---------------------- | --------------------------- | -------------- | ---- | --------- | ------------ |
| 31. Mai 1986      | Estelí    | [ 108 ]           | FDN   |                        | Automatische Schusswaffe(n) | Militärposten  | 45   | 0         | Contra-Krieg |
| 14. August 1986   | Wiwilí    | [ 109 ]           | FDN   |                        | Automatische Schusswaffe(n) | Militäreinheit | 20   | 0         | Contra-Krieg |
| 24. Oktober 1986  | Wiwilí    | [ 110 ]           | FDN   |                        | Automatische Schusswaffe(n) | Militäreinheit | 21   | 16        | Contra-Krieg |
| 04. November 1986 | Matagalpa | [ 111 ]           | FDN   |                        | Automatische Schusswaffe(n) | Militäreinheit | 20   | 0         | Contra-Krieg |
| 04. November 1986 | Boaco     | [ 112 ]           | FDN   |                        | Automatische Schusswaffe(n) | Militäreinheit | 22   | 0         | Contra-Krieg |

## 1987
| Datum/Beginn      | Ort                                    | Artikel/Quelle(n) | Täter | Politische Ausrichtung | Mittel                                         | Ziel           | Tote | Verletzte | Hintergrund  |
| ----------------- | -------------------------------------- | ----------------- | ----- | ---------------------- | ---------------------------------------------- | -------------- | ---- | --------- | ------------ |
| 01. Mai 1987      | Matagalpa                              | [ 113 ]           | FDN   |                        | Automatische Schusswaffe(n)                    | Militäreinheit | 0    | 20        | Contra-Krieg |
| 16. Juni 1987     | Chontales                              | [ 114 ]           | FDN   |                        | Automatische Schusswaffe(n)                    | Militärposten  | 25   | 0         | Contra-Krieg |
| 16. Juli 1987     | Jinotega                               | [ 115 ]           | RN    |                        | Automatische Schusswaffe(n), Mörser, rakete(n) | Militäranlage  | 25   | 0         | Contra-Krieg |
| 14. Oktober 1987  | Región Autónoma de la Costa Caribe Sur | [ 116 ]           | RN    |                        | Automatische Schusswaffe(n)                    | Militäreinheit | 20   | 0         | Contra-Krieg |
| 17. November 1987 | Boaco                                  | [ 117 ]           | RN    |                        | Automatische Schusswaffe(n)                    | Militäreinheit | 28   | 0         | Contra-Krieg |
| 20. November 1987 | León                                   | [ 118 ]           | RN    |                        | Automatische Schusswaffe(n), Rakete(n)         | Dorf           | 8    | 30        | Contra-Krieg |
| 21. November 1987 | Río San Juan                           | [ 119 ]           | RN    |                        | Automatische Schusswaffe(n)                    | Militärposten  | 18   | 30        | Contra-Krieg |
| 23. November 1987 | Río San Juan                           | [ 120 ]           | RN    |                        | Automatische Schusswaffe(n), Mörser            | Farm           | 11   | 29        | Contra-Krieg |

## 1988
| Datum/Beginn      | Ort        | Artikel/Quelle(n) | Täter | Politische Ausrichtung | Mittel                      | Ziel           | Tote | Verletzte | Hintergrund  |
| ----------------- | ---------- | ----------------- | ----- | ---------------------- | --------------------------- | -------------- | ---- | --------- | ------------ |
| 02. August 1988   | Chinandega | [ 121 ]           | RN    |                        | Automatische Schusswaffe(n) | Boot           | 2    | 27        | Contra-Krieg |
| 23. November 1988 | Chontales  | [ 122 ]           | RN    |                        | Automatische Schusswaffe(n) | Militäreinheit | 22   | 0         | Contra-Krieg |

## 1995
| Datum/Beginn   | Ort   | Artikel/Quelle(n) | Täter | Politische Ausrichtung | Mittel         | Ziel | Tote | Verletzte | Hintergrund |
| -------------- | ----- | ----------------- | ----- | ---------------------- | -------------- | ---- | ---- | --------- | ----------- |
| 17. April 1995 | Boaco | [ 123 ]           |       |                        | Sturmgewehr(e) | Bus  | 4    | 26        |             |

## 2014
| Datum/Beginn  | Ort       | Artikel/Quelle(n) | Täter                                                    | Politische Ausrichtung | Mittel       | Ziel | Tote | Verletzte | Hintergrund |
| ------------- | --------- | ----------------- | -------------------------------------------------------- | ---------------------- | ------------ | ---- | ---- | --------- | ----------- |
| 20. Juli 2014 | Matagalpa | [ 124 ] [ 125 ]   | Armed Forces for National Salvation - Army of the People |                        | Schusswaffen | Bus  | 5    | 28        |             |